# 국도형
국도형(鞠度亨, 1986년 8월 26일 ~ )은 대한민국의 언론인이자 사회공헌 기업인, 대학교수, 작가, 가수, 시인, 콘텐츠기획자 겸 문화기관단체인, 시사유튜버이다. 국내 1호 개인브랜드 매니저로 활동중이다.

## 생애
1986년 서울특별시에서 태어나 KB국민카드 마이샵 가맹사업부 마케팅팀장, 위클리피플 취재기자,
2013년 서울특별시청 자기주도형 독서지도서비스 PROJECT MANAGER를 거쳐, 2014년 pr전문기업 (주)넛지스토리를 설립하였다.

2014년 서울특별시 송파사회적경제허브센터에 마케팅 후원사업을 계기로 재능기부 형태로 참여중이며

2015년에는 대한북레터협회의 부회장으로 취임하였다.

2015년 8월 국내 최초의 소셜스타 매거진 '열린사람들'을 발행하였으며, 네이버TV 채널 열린사람들:미개인의 PD 및 진행자로 활동중이다
2015년 (주)넛지스토리는 소상공인용 저가용 광고상품 개발공약을 실천해 '약속을 지키는 기업이 될 것'이라고 밝혔다.

2016년 소셜디자이너 황희두와 청년문화단체 청년문화포럼을 설립하여 청년들을 위한 비영리 사회공헌사업을 펼치고 있다.

2017년 서울특별시 도봉구청 청년정책위원회 정책위원으로 위촉되었으며, 2016년 12월29일 ‘서울특별시 도봉구 문화재단 설립 및 운영에 관한 조례’를 근거로 한 재단법인 도봉문화재단의 초대 이사로 임명되어 관내 문화정책의 개발 및 수립, 문화시설운영 및 관리, 문화예술 인재발굴 및 육성, 지역축제 개최 등의 사업활동 등에 기여하고 있다. 2017년 약 40여개 기업 및 언론, 단체 등이 참여한 한국사회공헌협회의 초대회장으로 취임하였다. 2018년 국내 1호 개인브랜드 매니저로서 JTBC에서 방영중인 프로그램 TV정보쇼 오!아시스에 정규 패널로 활동중이다.
2019년 11월 '도형선생'이라는 채널명으로 시사콘텐츠를 다루는 유튜브 활동을 하고 있다.
2020년 6월 저서 '당신의 몸값은 얼마입니까'로 자기계발분야 베스트셀러에 등재되었다.

## 청년문화포럼
문화운동가 황희두와 함께 비영리 단체 청년문화포럼을 설립, 갤러리 카페 G아르체 공동대표 이승환, 래퍼 조세 등을 영입하여 단체를 활성화 시키는 중이며, 청년문화포럼 상임부회장으로 선임되었다.

## 한국사회공헌협회
약 50여개 기업 및 정부기관, 단체, 학교 등이 참여중인 한국사회공헌협회를 설립하여 슬로건인 '자발적 사회재분배'를 바탕으로 '나눔, 배려, 공유'를 위한 한국형 사회공헌문화 정착에 앞장서고 있다. 대표적인 캠페인으로는 국내 최초의 언론진로콘서트인 '황인성의 구구콘' 노인헬스케어캠페인 '심청이' 노숙자희망나눔캠페인 동계올림픽 주역들과 함께하는 연탄봉사캠페인 등이 있다. 홍보대사로는 가수 코요테의 멤버이자 방송인 김종민 세계프리스타일축구연맹 우희용 총재 배우 최종훈 등이 있으며, 이외에도 연합뉴스TV 앵커 황인성, 전 쇼트트랙 국가대표팀 감독 송경택, 성악가 안세권, SNS 1호 작가 이창민, 트로트가수 나상도 등이 참여중이며, 국내 17개 대학교에 대학교 홍보대사들이 활동중이다. 이외의 기부활동으로는 한국육우자조금위원회 등과 함께한 '착한소 육우의 선물' 안성시 소외계층 학생들을 위한 학용품 100세트를 후원활동 등이 있다.

### 약력
- KB국민카드 마이샵 가맹사업부 마케팅 팀장
- 국립중앙 박물관, 부산시청 웹툰 시나리오 제작 外
- 서울특별시 자기주도형 독서논술 지도서비스 총괄 매니저(PM)
- 위클리피플 차장기자
- (주)넛지스토리 대표
- 열린사람들 발행인
- 네이버TV 열린사람들:미개인 PD 및 진행자
- 대한북레터협회 부회장
- 청년문화포럼 상임부회장
- 서울특별시 도봉구청 청년정책위원회 위원
- 재단법인 도봉문화재단 이사
- 한국사회공헌협회 초대 회장
- KNS뉴스통신 방송사업부장
- 한국열린사이버대학교 특임교수
- 한국저널리스트대학 마케팅기획 전문교수
- 서울특별시 도봉구청 지속가능발전위원회 위원
- YBS뉴스통신 논설위원
- 대한브라질리언주짓수연맹 부회장
- 제 37회 황금촬영상영화제 조직위원
- 제 29회 미스월드유니버시티 광고기획위원
- 4차산업혁명 미래직업 창직사례 및 창안 경진대회 운영위원회 위원
- 서울특별시 강동구 청년정책위원회 위원
- 제2회 대한민국 블록체인 산업대상 심사위원

### 수상경력
- 2016 대한민국 문화발전인재 대상
- 대통령 혁신자문위원회 주최 공모전 차상수상
- 현대자동차 정몽구재단 온드림비전스쿨(독서논술분야) 우수표창장
- 전북진안군특산물 홍보대사
- 강남 한류스타 홍보대사
- 서울특별시장 표창
- 서울중랑경찰서장 표창
- 한국시민자원봉사회 중앙회장 표창
- 서울특별도시철도공사 사장 표창
- 대한민국 문화발전인재 대상
- 아프리카아시아난민교육후원회 ADRF 홍보대사
- 도전한국인 국회 행정안전위원장 표창
- 주한 온두라스대사 표창

## 매체출연

### 방송
- 국민TV The 아이엠피터 게스트 출연
- JTBC TV정보쇼 오!아시스 패널 출연

### 다큐멘터리
- 네이버TV캐스트 열린사람들:미개인 진행자
- 국PD의 2015 아듀콘서트 PD[22]

### 예능
- YouTube 컬쳐쇼

## 저서
- <<미개인(美開人)>>[23]
- <<청년사이 꿈을묻다>>[24]
- <<당신의몸값은얼마입니까>>[25]

## 음반
- 디지털 싱글 1집 전화위복 (2016)[26]